# Marie Diéterle
Pour les articles homonymes, voir Diéterle.
Marie Diéterle, née Marie Perrine Louise Van Marcke de Lummen à Sèvres le 19 avril 1856 et morte le 26 mai 1935 à Paris, est une peintre française. 

## Biographie
Élève de son père, Émile van Marcke, elle expose notamment au Salon de 1886 (La cavée de Grancourt) et obtient une médaille de bronze à l'Exposition universelle de Paris de 1889 ainsi qu'à l'Exposition universelle de 1900. Sociétaire du Salon des artistes français où elle est hors-concours, elle y présente en 1929 la toile Les Marais d'Heurtevent (Somme). 
Elle épouse le 13 novembre 1875 à Paris le peintre Charles Diéterle.
Un portrait photographique la représentant en train de peindre en 1930 est conservé au Musée d'Orsay

## Œuvres
- Vaches sur le plateau de Saint-Samson de la Roque, Huile sur toile, Musée Alfred-Canel, Pont-Audemer

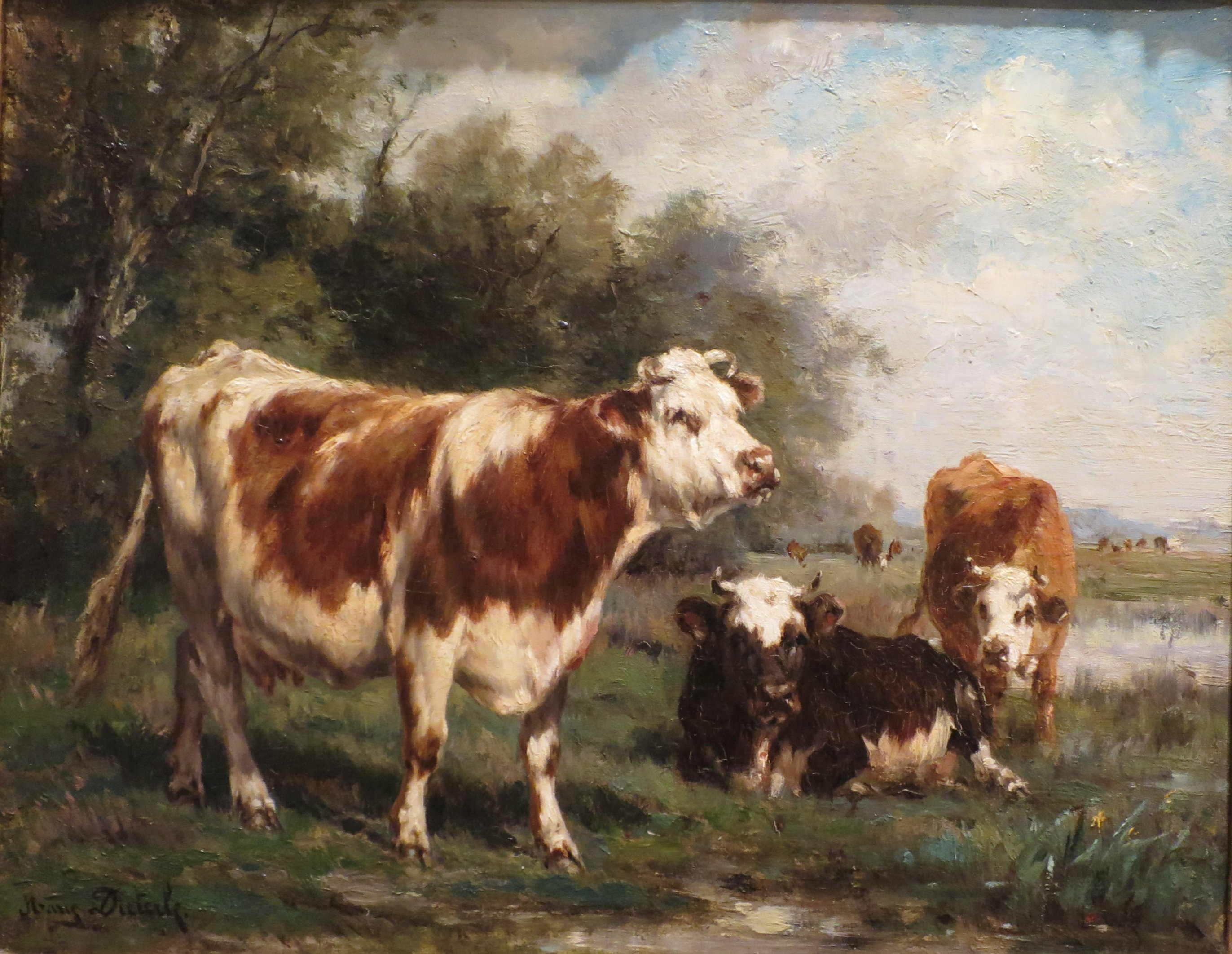
Vaches au bord du ruisseau par Marie Diéterle.

## Distinctions
- Chevalier de la Légion d'honneur (14 novembre 1930)